# Убийство как одно из изящных искусств
«Убийство как одно из изящных искусств» (англ. On Murder Considered as one of the Fine Arts) — сатирическое эссе об эстетическом восприятии убийства, написанное Томасом де Квинси и впервые опубликованное в 1827 году в журнале «Блэквуд». В 1839 году автор написал вторую часть «Убийства», а в 1854 — постскриптум. На русском языке эссе вышло в 2000 году в одном сборнике с работой де Квинси «Исповедь англичанина, любителя опиума» в переводе С. Л. Сухарева.

## Содержание
Эссе построено как обращение к членам вымышленного клуба «Общество знатоков убийства», прототипом которого послужил «Клуб адского пламени». Автор обращения предлагает собравшимся выйти за пределы этической предвзятости и рассмотреть убийство как эстетическое явление. В качестве примеров для рассмотрения взяты реально совершённые преступления и попытки преступлений, в том числе покушения на Декарта и Канта. Особое внимание уделяется серии убийств, предположительно совершенных в 1811 году Джоном Уильямсом в Лондоне. На основе разобранных преступлений «знатоки убийства» выделяют эстетические критерии убийства.

## Эстетика преступления
Эссе де Квинси написано в сатирическом ключе, что, тем не менее, не мешает вполне серьёзно рассматривать высказанные в нём мысли. Де Квинси один из первых поднял проблему эстетики преступления. Он предлагает опустить моральную сторону вопроса и рассматривать преступление в плоскости чистой эстетики, оценивая уровень его исполнения, как если бы речь шла о произведении искусства. Сопоставляя различные известные убийства своего времени, де Квинси отдавал предпочтение тем, что произошли под руководством разума, а не под влиянием эмоционального порыва. Размышляя таким образом, он приходит к восхищению человеческим разумом и свободой воли.
Ценность убийства определяется тем, насколько оно соответствует определённым критериям, каковыми являются нераскрытая тайна, отсутствие видимых мотивов преступления, преодоленные препятствия, общественная значимость и публичный резонанс, который получает удавшееся покушение.

## Критика
«Убийство как одно из изящных искусств» оказало сильное влияние на последующие литературные представления о преступлениях и было высоко оценено такими критиками, как Г. К. Честертон, Уиндем Льюис и Джордж Оруэлл. Андре Бретон включил его в свою «Антологию чёрного юмора» (1940).